# Dobri Dol (Vrapcsiste)
Dobri Dol (macedónul: Добри Дол, albánul Dobërdolli) település Észak-Macedóniában, a Pologi körzet Vrapcsistei járásában.

## Népesség
| Lakosok száma | 1972 | 2322 | 2447 | 3295 | 4124 | 75   | 4016 | 5223 | 3546 |
|               | 1948 | 1953 | 1961 | 1971 | 1981 | 1991 | 1994 | 2002 | 2021 |

2002-ben 5 223 lakosa volt, akik közül 5 206 albán, 2 macedón, 1 török és 14 egyéb.